# 947
Cette page concerne l'année 947  du calendrier julien.
L'année 947 est une année commune qui commence un vendredi.

## Événements
- 25 janvier, Chine : l'empereur-khan des Khitans Taizong entre dans Kaifeng[1].

- 25 mars : le khitan Taizong prend le costume chinois et se proclame empereur de Chine et donne à son empire le nom chinois de Liao[2]. Après avoir pillé Kaifeng il rentre à Pékin, puis dans la région khitan du Liaoxi avec des prisonniers faits au palais impérial[1].

- Avril : après le retrait des Khitans, Liu Zhiyuan (en), général d’origine turque proclamé empereur par ses troupes en février, fonde à Kaifeng la dynastie éphémère des Han postérieurs (Hou Han, 947-950)[3].

- 18 juin : l'empereur Khitan Taizong meurt de maladie et son neveu Yelü Wuyu, qui a le soutien de la noblesse khitan et de l'armée, lui succède malgré l'opposition de sa grand-mère, l'impératrice douairière Chunqin[2].

- 19 août[4] : Abu Yazid, capturé, meurt des blessures reçues au combat. Le calife fatimide fait écorcher son cadavre et bourrer sa peau de coton. Cet épouvantail est exhibé sur un dromadaire dans les rues de Kairouan pour célébrer la victoire[5].

- Ziri ibn Menad, chef d'une tribu berbère de la confédération Sanhadja, participe à la répression par les Fatimides de la révolte d’Abu Yazid. Les berbères Zenâtas restent hostiles aux Fatimides et forment écran entre l’Ifriqiya et le reste de l’Afrique. Ziri, mis à la tête des Sanhadja, écrase les Zenâtas que l'émir de Maghraouas Ibn El-Kheir était en train de rassembler[5]. Les Fatimides reprennent en main le Maghreb occidental et une activité nouvelle se développe sur les itinéraires de Sijilmassa vers le Ghana, donnant aux Fatimides l’or nécessaire à l’offensive qu’ils préparent vers l’Orient (969).

- Mexique : fin du régime théocratique à Tula[6].

### Europe
- 11 avril : Louis d'Outremer et Otton Ier de Germanie célèbrent Pâques à Aix-la-Chapelle[7]. 
  - Hugues le Grand tente vainement de prendre Reims. Louis d'Outremer et l'archevêque Artaud de Reims rejoignent leur allié Arnoul de Flandre à Arras. Les trois hommes assiègent sans succès Montreuil, qui appartient au comte Roger[7].
- 24 avril : mort d'Hugues d'Arles[8] ; Conrad le Pacifique décide de créer trois comtés pour gérer et défendre la Provence.
- Août : Louis d'Outremer et Otton Ier de Germanie tiennent un plaid sur les bords de la Chiers qui décide la tenue d'un synode en novembre pour régler la question du titulaire de l'archidiocèse de Reims[9]. Otton négocie une trêve entre le roi de Francie occidentale et le duc des Francs jusqu’au 17 novembre[7].
- Septembre : ambassade de l'empereur byzantin Constantin VII Porphyrogénète à Cordoue[10].
- 17 novembre : ouverture du synode de Verdun, présidé par l’archevêque de Trèves. L’archevêque Hugues de Reims, réfugié à Mouzon, ne comparaît pas et est condamné provisoirement[7]. Le siège de Reims est confirmé à Artaud et un nouveau concile est convoqué à Mouzon pour le 13 janvier 948[9].
- 23 novembre : après la mort du duc Berthold, la Bavière entre dans la maison de Saxe avec Henri Ier, frère d'Otton[11].

- Les Hongrois  envahissent l'Italie sous la conduite du prince Taksony, fils de Zoltan et dévastent la péninsule jusqu'à Otrante en Apulie ; Bérenger II d'Italie leur verse tribut[12].
- Miron de Barcelone (mort le 31 octobre 966) devient comte de Barcelone avec son frère Borrell II[13]. Il construit le rech comtal de Barcelone (rego mir) et le canal du Llobregat à Cervelló.
- Empire byzantin : reprise de la novelle de Romain Lécapène de 934. Constantin VII cherche à renforcer par des remises d’impôts les couches moyennes (moyenne paysannerie, soldats et cadres subalternes de l’armée, petits fonctionnaires, petits monastères)[14].